# Lijst van leden van de Kantonsraad van Zwitserland uit het kanton Zug

Vlag van Zug.

Dit artikel bevat een lijst van leden van de Kantonsraad van Zwitserland uit het kanton Zug.
Zug heeft zoals de meeste kantons twee vertegenwoordigers in de Kantonsraad.

## Lijst
| Naam                      | Partij/fractie            | Ambtsperiode        | Geboren | Overleden |
| ------------------------- | ------------------------- | ------------------- | ------- | --------- |
| Ferdinand Kaiser          | liberalen                 | 1848–1850           | 1811    | 1891      |
| Gustav Adolf Keiser       | liberalen                 | 1848–1850           | 1816    | 1880      |
| Johann Uhr                | katholieke conservatieven | 1850–1853           | 1824    | 1865      |
| Martin Anton Keiser       | katholieke conservatieven | 1850–1854           | 1822    | 1854      |
| Martin Keiser             | katholieke conservatieven | 1854                | 1814    | 1896      |
| Josef Leonz Schmid senior | katholieke conservatieven | 1854–1856           | 1810    | 1880      |
| Alois Schwerzmann         | katholieke conservatieven | 1854–1861           | 1826    | 1898      |
| Georg Bossard             | katholieke conservatieven | 1856–1858           | 1813    | 1872      |
| Karl Anton Landtwing      | liberalen                 | 1858–1871           | 1819    | 1882      |
| Kaspar Keiser             | katholieke conservatieven | 1862–1865           | 1808    | 1877      |
| Oswald Dossenbach         | katholieke conservatieven | 1865–1877           | 1824    | 1883      |
| Jakob Hildebrand          | katholieke conservatieven | 1871–1885           | 1833    | 1885      |
| Josef Anton Hess          | katholieke conservatieven | 1877–1883           | 1832    | 1915      |
| Josef Leonz Schmid junior | KVP/PCP                   | 1883–1886 1909–1913 | 1854    | 1913      |
| Georg Keiser              | katholieke conservatieven | 1885–1889           | 1837    | 1915      |
| Josef Hildebrand          | KVP/PCP                   | 1886–1934           | 1855    | 1935      |
| Philipp Meyer             | katholieke conservatieven | 1899–1909           | 1842    | 1909      |
| Josef Andermatt           | KVP/PCP                   | 1913–1930           | 1871    | 1842      |
| Philipp Etter             | KVP/PCP                   | 1930–1934           | 1891    | 1977      |
| Alois Müller              | KVP/PCP                   | 1934–1941           | 1882    | 1941      |
| Alphons Iten              | KVP/PCP                   | 1935–1950           | 1898    | 1964      |
| Augustin Lusser           | KVP/PCP                   | 1941–1970           | 1896    | 1973      |
| Alois Zehnder             | KVP/PCP                   | 1951–1966           | 1889    | 1981      |
| Hans Hürlimann            | CVP/PDC                   | 1967–1973           | 1918    | 1994      |
| Othmar Andermatt          | FDP/PRD                   | 1971–1986           | 1922    |           |
| Markus Kündig             | CVP/PDC                   | 1974–1994           | 1931    | 2011      |
| Andreas Iten              | FDP/PRD                   | 1987–1998           | 1936    |           |
| Peter Bieri               | CVP/PDC                   | 1995–2015           | 1952    |           |
| Rolf Schweiger            | FDP/PLR                   | 1999–2011           | 1945    |           |
| Joachim Eder              | FDP/PLR                   | 2011–2019           | 1951    |           |
| Peter Hegglin             | CVP/PDC                   | 2015–               | 1960    |           |
| Matthias Michel           | FDP/PLR                   | 2019–               | 1963    |           |

Afkortingen
- CVP/PDC: Christendemocratische Volkspartij
- FDP/PLR: Vrijzinnig-Democratische Partij.De Liberalen
- FDP/PRD: Vrijzinnig-Democratische Partij, voorloper van de FDP/PLR
- KVP/PCP: Katholieke Volkspartij van Zwitserland, voorloper van de CVP/PDC

Bondsraad
Lijst van leden van de Zwitserse Bondsraad · 
Lijst van bondspresidenten van Zwitserland
Nationale Raad
Aargau · 
Appenzell Ausserrhoden · 
Appenzell Innerrhoden · 
Basel-Landschaft · 
Basel-Stadt · 
Bern · 
Fribourg · 
Genève · 
Glarus · 
Graubünden · 
Jura

Luzern · 
Neuchâtel · 
Nidwalden · 
Obwalden · 
Sankt Gallen · 
Schaffhausen · 
Schwyz · 
Solothurn · 
Thurgau · 
Ticino · 
Uri · 
Vaud · 
Wallis · 
Zug · 
Zürich
1983-1987 · 
1987-1991 · 
1991-1995 · 
1995-1999 · 
1999-2003 · 
2003-2007 · 
2007-2011 · 
2011-2015 · 
2015-2019 · 
2019-2023 · 
2023-2027
Voorzitters
Kantonsraad
Aargau · 
Appenzell Ausserrhoden · 
Appenzell Innerrhoden · 
Basel-Landschaft · 
Basel-Stadt · 
Bern · 
Fribourg · 
Genève · 
Glarus · 
Graubünden · 
Jura

Luzern · 
Neuchâtel · 
Nidwalden · 
Obwalden · 
Sankt Gallen · 
Schaffhausen · 
Schwyz · 
Solothurn · 
Thurgau · 
Ticino · 
Uri · 
Vaud · 
Wallis · 
Zug · 
Zürich
1983-1987 · 
1987-1991 · 
1991-1995 · 
1995-1999 · 
1999-2003 · 
2003-2007 · 
2007-2011 · 
2011-2015 · 
2015-2019 · 
2019-2023 · 
2023-2027
Voorzitters